# Col Jubilee
Pour les articles homonymes, voir Jubilee.
Le col Jubilee (Jubilee Pass en anglais) est un col routier américain situé dans le comté d'Inyo, en Californie. Il se trouve à une altitude de 400 mètres dans les Black Mountains, au sein du parc national de la vallée de la Mort. Il permet le passage de la Greenwater Valley à la vallée de la Mort d'une section de la California State Route 178 qui se confond avec la Badwater Road.